# 폴리 폴리
폴리 폴리(영어: Folli Follie)는 시계, 쥬얼리, 패션 액세서리를 생산 및 판매하는 그리스에 본사를 둔 국제적인 회사이다. 자회사를 통해 또한 면세점 및 스포츠 용품 소매 매장을 운영하고 있다. 1997년 아테네 증권 거래소에 상장. 2008년 기준으로는 세계 25개국에서 350개 이상의 매장을 가지고 있다. 브랜드의 테마 컬러는 오렌지.